# La donna del tenente francese (romanzo)
La donna del tenente francese (titolo originale The French Lieutenant's Woman) è un romanzo dello scrittore britannico John Fowles, pubblicato nel 1969.
Il romanzo godette di un grandissimo successo fin dalla sua apparizione ed è considerato uno dei capolavori della letteratura in inglese del Novecento. La trama è, in estrema sintesi, una delle classiche storie d'amore quali si possono trovare nei romanzi vittoriani, sullo sfondo di nobili e ricche famiglie e di vari intrighi. La narrazione tuttavia è post-moderna, nel senso che lo scrittore non esita per esempio a intervenire per spiegare quanto sia difficile mantenere il controllo dei personaggi da lui stesso creati; si possono individuare citazioni e riferimenti a Darwin, Marx, Freud e McLuhan.
Vengono descritti i valori fondamentali dell'età vittoriana, quali la riservatezza, la discrezione, l'autocontrollo, l'obbedienza al dovere. Agli stessi valori è ancorato un giovane gentiluomo inglese, Charles, paleontologo dilettante che si occupa di recuperare fossili lungo la costa. Queste certezze sono destinate a traballare quando il protagonista incontra la donna del tenente francese, che è rimasta vittima del perbenismo dominante.

## Origine
Prima della pubblicazione di La donna del tenente francese nel 1969, Fowles aveva già stabilito la propria reputazione letteraria con i romanzi Il collezionista (1963) e Il mago (1965). Mentre scriveva La donna del tenente francese, stava lavorando sulla sceneggiatura dell'adattamento cinematografico di Il mago; Il collezionista aveva già avuto una versione cinematografica nel 1965, che gli aveva dato una certa notorietà.
Fowles ha descritto la sua principale ispirazione per La donna del tenente francese come l'immagine persistente di una 'donna vittoriana', che in seguito si sviluppò fino a divenire Sarah Woodruff, la donna che dà il titolo al romanzo. In un saggio del 1969 intitolato "Notes on an Unfinished Novel," Fowles riflette sul suo processo di scrittura. Racconta che nell'autunno del 1966 gli si presentò l'immagine di "Una donna che si trova all'estremità di un molo deserto e fissa il mare." Stabilì che apparteneva all'"età vittoriana" e aveva qualità "misteriose" e "vagamente romantiche". A quell'epoca scrisse una nota sulla funzione del romanzo, dicendo 
 In un commento aggiunto in seguito, con la data "27 ottobre 1967", scrive di aver finito la prima bozza del romanzo, che aveva una lunghezza di circa 140.000 parole.
Nel saggio, Fowles descrive le varie influenze e tematiche importanti per lo sviluppo del romanzo, tra cui i suoi debiti verso autori come Thomas Hardy. Sostiene di essere sorpreso dal ruolo primario assunto dal personaggio femminile di Sarah. In seguito Fowles indicò un'altra influenza, osservando che i personaggi e la storia di La donna del tenente francese erano legati al romanzo Ourika di Claire de Duras (1823), che narra di una tragica relazione tra una donna africana e un militare francese. Fowles nel 1977 pubblicò una traduzione inglese di Ourika.

## Riassunto della trama

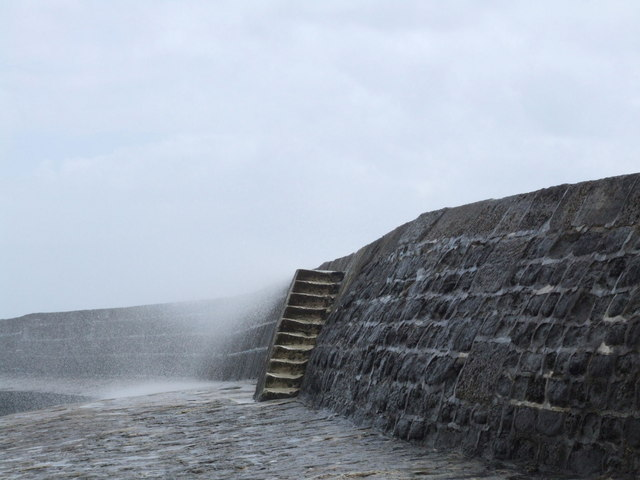
Il Cobb a Lyme Regis, dove Charles ed Ernestina incontrano Sarah per la prima volta.

La vicenda è ambientata intorno alla metà del diciannovesimo secolo, e il narratore identifica la protagonista come Sarah Woodruff, la "Donna" del titolo, nota anche come "Tragedia" e "La puttana del tenente francese". Sarah vive nella cittadina di Lyme Regis sulla costa del Dorset, dove è considerata una donna disonorata, dopo essere stata abbandonata da un ufficiale di marina francese di nome Varguennes con cui aveva avuto una breve relazione. Sarah inizialmente non ne era a conoscenza, ma Varguennes era già sposato con un'altra donna, e dopo l'incontro con Sarah aveva fatto ritorno in Francia. Sarah, emarginata e triste, trascorre il poco tempo libero sul Cobb, un lungo molo nei pressi della cittadina, con lo sguardo rivolto verso il mare.
Un giorno, Charles Smithson, un gentiluomo, ed Ernestina Freeman, fidanzata di lui e figlia di un ricco commerciante, vedono Sarah camminare lungo la scogliera; Ernestina racconta a Charles parte della storia di Sarah, e lui inizia a provare curiosità su di lei. Anche se continua a corteggiare Ernestina, Charles vede di nuovo Sarah, incontrandola clandestinamente tre volte. In questi incontri Sarah racconta a Charles la sua storia e gli chiede sostegno emotivo e sociale. Charles viene a sapere che rischia la perdita dell'eredità del suo anziano zio, che si è fidanzato con una donna abbastanza giovane da partorirgli un erede. Intanto Sam, il domestico di Charles, si innamora, ricambiato, di Mary, cameriera di Ernestina.
Charles si innamora di Sarah, che nel frattempo è rimasta senza lavoro e senza alcun appoggio, e le chiede di andare con lui ad Exeter. Al ritorno da un viaggio a Londra, in cui si è consultato con il padre di Ernestina sulla possibile perdita della sua eredità, Charles si ferma ad Exeter per vedere Sarah. A questo punto il narratore, che interviene in tutto il corso del romanzo e alla fine diviene un personaggio di rilievo, offre tre diversi momenti in cui il romanzo potrebbe finire:
- Primo finale: Charles non vede Sarah, ma torna immediatamente a Lyme Regis per confermare il suo amore per Ernestina; i due si sposano, e il matrimonio non sarà mai particolarmente felice. Charles inizia l'attività di commerciante alle dipendenze del padre di Ernestina. Il narratore sottolinea apertamente l'ignoranza di quale sia stato il destino di Sarah. Charles racconta a Ernestina di un incontro con un'altra donna, implicando che si sia trattato della "donna del tenente francese", ma sopprime i dettagli più sordidi, e la questione si chiude così. Il narratore accantona questo finale come fantasticheria di Charles.

Prima degli altri due finali, il narratore compare nella storia come un personaggio che viaggia in treno nello stesso scompartimento di Charles. Il narratore lancia una moneta per stabilire l'ordine in cui racconterà gli altri due possibili finali, sottolineandone l'uguale plausibilità. I due finali sono i seguenti:
- Secondo finale: Charles e Sarah hanno un frettoloso rapporto sessuale in un albergo di Exeter, in cui Charles si accorge che Sarah è vergine, e che quindi gli ha mentito riguardo alla sua relazione con Varguennes. Riflettendo sulle sue emozioni durante l'incontro, Charles decide di porre fine al fidanzamento con Ernestina, e fa una proposta di matrimonio a Sarah scrivendole una lettera. Sam, il domestico di Charles, non consegna la lettera, e dopo la rottura del fidanzamento con Ernestina, il padre di lei distrugge la reputazione di Charles. Suo zio si sposa e ha un figlio, e questo priva definitivamente Charles dell'eredità. Non a conoscenza della proposta di matrimonio di Charles, Sarah fugge a Londra senza informarlo. Per sfuggire al suicidio sociale e alla depressione provocata dalla rottura del fidanzamento e dalla fuga di Sarah, Charles viaggia a lungo all'estero, in Europa e in America. Durante questi viaggi il suo avvocato compie ricerche per ritrovare Sarah, scoprendo due anni dopo che vive nella casa londinese della famiglia Rossetti, dove ha trovato una sistemazione felice e conduce una vita artistica e creativa. Charles la raggiunge e lei gli rivela che ha avuto una figlia da lui; egli è convinto che abbiano la possibilità di tornare insieme e formare una famiglia.
- Terzo finale: il narratore ricompare, all'esterno della casa dei Rossetti dopo il secondo finale. Riporta indietro di quindici minuti il suo orologio da tasca e se ne va in carrozza. Gli eventi sono i medesimi del secondo finale fino all'incontro tra Charles e Sarah a Londra; ma in questa versione l'incontro prende una piega sgradevole; Sarah non ha avuto figli, e non mostra interesse a riprendere la relazione con Charles. Egli lascia la casa, con l'intenzione di tornare negli Stati Uniti, e vede la carrozza in cui il narratore sembrava essersi allontanato. Il narratore lascia Charles, e con lui il lettore, nel dubbio se Sarah sia una donna mendace, manipolatrice e di scarsa moralità, che ha sfruttato l'amore di Charles per ottenere da lui ciò che voleva.

## Personaggi
- Il narratore: come in altre opere di metanarrativa, la voce del narratore interviene frequentemente nella storia con una propria personalità. Anche se la voce sembra essere quella di Fowles, Magali Cornier Michael nota che il capitolo 13, che esamina il ruolo dell'autore e del narratore nella narrativa, distingue tra il ruolo dell'autore nel testo e quello del narratore.[7] Alice Ferrebe caratterizza il narratore sia come una lente per criticare i tradizionali ruoli di genere, sia come una perpetuazione delle prospettive sull'identità di genere dovute allo "sguardo maschile".[8]
- Sarah Woodruff: la protagonista, secondo il narratore. Un tempo governante, la sua reputazione viene distrutta e viene considerata una donna disonorata dopo una relazione illecita, ma non consumata, con un ufficiale di marina francese ferito. La critica femminista Magali Cornier Michael sostiene che è più un artificio narrativo che un vero personaggio, perché i suoi pensieri e motivazioni sono interpretati soltanto dal punto di vista di personaggi maschili esterni a lei. Sarah offre una rappresentazione del mito o del simbolo all'interno di un punto di vista maschile sulle donne.[7]
- Charles Smithson: il principale personaggio maschile. Anche se nato in una famiglia con stretti legami con la nobiltà, Charles non possiede un titolo nobiliare (seppure il narratore si riferisca spesso a lui chiamandolo gentiluomo), ma ha un reddito notevole e un'istruzione considerevole. All'inizio del romanzo è presentato sia come naturalista dilettante sia come darwinista. Egli tenta di divenire un individuo illuminato e progressista, ma il narratore spesso sottolinea, commentando le azioni e le situazioni in cui Smithson si trova, che la sua identità è fortemente radicata nel sistema sociale tradizionale.[7] Inoltre le sue identificazioni conflittuali con forze sociali come la scienza e la religione lo portano a una crisi esistenziale.[9]
- Ernestina Freeman: fidanzata di Smithson e figlia del ricco proprietario di una catena di grandi magazzini. Rispetto a Sarah, Ernestina ha una personalità molto meno complessa e più spontanea.
- Sam Farrow: originario del quartiere londinese di Hackney, è il domestico di Smithson, e aspira a diventare merciaio. Nel romanzo Sam è il modello delle persone appartenenti alla classe lavoratrice della Gran Bretagna vittoriana, e mette a confronto l'identità di Sam con l'ignoranza che Charles ha di quella cultura. Secondo il critico David Landrum, la tensione tra Sam e Charles rappresenta in modo cospicuo la lotta di classe in senso marxista, anche se ciò è spesso trascurato dalla critica che si concentra sulla relazione tra Charles e Sarah.[10]
- Dott. Grogan: medico di origine irlandese che vive a Lyme Regis, ha tra i suoi clienti varie famiglie di classe sociale elevata nella cittadina e diviene consigliere di Charles. Il suo grado di istruzione e il suo interesse per Darwin lo rendono un buon compagno per Charles.
- Il sig. Freeman: padre di Ernestina, si è considerevolmente arricchito come proprietario di una catena di negozi di tessuti e abiti con sede a Londra. "Rappresenta la classe imprenditoriale in ascesa in Inghilterra" che contrasta nettamente con le tradizionali classi ricche dalle quali proviene Smithson.[10]
- Zia Tranter: donna che ha una posizione considerevole nella società di Lyme Regis, è amica di Grogan e ospita Ernestina in quanto sua zia materna.
- Mrs. Poulteney: vedova ricca e bigotta; all'inizio del romanzo Sarah lavora in casa sua come governante. Ipocrita e ipersensibile, il suo personaggio risponde all'archetipo della cattiveria dell'alta società.
- Mary: cameriera di Zia Tranter e di Ernestina, corrisponde allo stereotipo della serva di classe sociale bassa. Verso la fine del romanzo diviene la moglie di Sam Farrow.

## Influenza
Il successo e la popolarità ottenuti dal romanzo hanno ispirato o influenzato opere di altri autori e adattamenti cinematografici e teatrali.

### Reazioni in letteratura
La più rilevante reazione a La donna del tenente francese è il romanzo Possessione di A. S. Byatt. Questa scrittrice presenta il suo romanzo come risposta al modello di metanarrativa postmoderna che i critici vedono in quello di Fowles. Byatt descrive la sua motivazione nei suoi saggi in On Histories and Stories, in questo modo:

### Adattamenti
Nel 1981 dal romanzo fu ricavato un film con lo stesso titolo con sceneggiatura scritta dal noto drammaturgo Harold Pinter, diretto da Karel Reisz e interpretato da Meryl Streep e Jeremy Irons. Il film ha ricevuto notevole consenso dalla critica e diversi premi, tra cui BAFTA, Golden Globe e David di Donatello.
Nel 2006 il romanzo è stato adattato per il palcoscenico da Mark Healy, in una versione rappresentata in diversi teatri del Regno Unito.